# Diether V. von Gemmingen
Diether V. von Gemmingen (* um 1374; † vor 1428) war ein früher Vertreter der Freiherren von Gemmingen. Er erbte Besitz in Heimsheim und erwarb noch weitere Güter in Steinegg, Neuhausen, Tiefenbronn, Friolzheim und Mühlhausen und begründete so die heute noch bestehende Linie Gemmingen-Steinegg innerhalb der Familie. 

## Leben
Er war ein Sohn des Dietrich von Gemmingen († 1414) und der Els von Sachsenheim († um 1389). Seine Lebensdaten können nur geschätzt werden. Aufgrund seiner familiären Verhältnisse wurde er wohl um 1374 geboren. Er war 1403 auf dem Turnier in Darmstadt. Aus dem väterlichen Besitz erhielt er den halben Ort Heimsheim, wo er als Erbauer des Schleglerschlosses gilt. Über seine Hochzeit mit Anna von Selbach gelangte Diether außerdem noch an die freien Bäder in Baden, die Annas Vorfahren zu Lehen hatten. 1407 erwarb Diether einen weiteren bedeutenden Anteil an Heimsheim, einen Teil von Steinegg sowie Besitz in Neuhausen, Tiefenbronn, Friolzheim und Mühlhausen von Jakob vom Stein und seiner Frau Enni von Rügsingen. Im selben Jahr stellte er sich auf die Seite der Untertanen in Neuhausen, als diese einen eigenen Pfarrer begehrten. Der Speyrer Bischof Raban von Helmstatt beschied jedoch, dass Neuhausen nur eine Filialkirche von Merklingen sei, und schlichtete in gleicher Streitsache auch zwischen dem Kloster Herrenalb und Diether mit seinem gleichnamigen Sohn.
Im Erbvertrag seines Vaters von 1414 wurde seinen Kindern noch ein Hof in Kirchhausen, die Gült auf der Rappenmühl und ein Gut zu Meimsheim zugesprochen. Da Diether nicht mehr begünstigt wurde, ist es gut möglich, dass er im Todesjahr des Vaters 1414 auch schon tot war. Sein spätestmögliches Todesdatum liegt in den 1420er Jahren, als die Urkunden ihn bereits als tot bezeichnen. 1425 schließen seine Brüder Hans und Konrad mit seinem Sohn Diether einen Teilungsvertrag.

## Familie
Diether war mit Anna von Selbach verheiratet. Sie hat ihn überlebt und heiratete später Seyfried von Stein. Diethers Nachkommen bilden die Linie Gemmingen-Steinegg innerhalb der Freiherren von Gemmingen. Um die Abrundung des Besitzes hat sich vor allem der gleichnamige Sohn Diether (VI.) verdient gemacht. Die Linie hat sich mit dessen Enkeln Dietrich VIII. († 1542) und Otto (1475–1558) in zwei Äste geteilt und zahlreiche bedeutende Vertreter hervorgebracht.
Nachkommen:
- Els († 1463) ⚭ Konrad von Helmstatt
- Margaretha († 1473), Nonne im Frauenkloster in Reute, zuletzt Priorin im Kloster Himmelkron
- Diether (VI.) (1398–1478) ⚭ Agnes von Sickingen († 1478)